# RenderMan
RenderMan（レンダーマン、旧PhotoRealistic RenderMan）はピクサー・アニメーション・スタジオによって開発されたレンダリング用のソフトの一群。
ピクサーは1986年、ルーカスフィルムのコンピュータ・アニメーション部門をスティーブ・ジョブズ（Appleの前CEO、アップルコンピュータ創業者の一人）らが買収して設立した会社であるが、RenderMan自体の開発はピクサー設立前からコンピュータグラフィック (CG) 研究者であるエドウィン・キャットマルらによってなされていた。
元々の構想は、CG業界の標準となるレンダリング・インタフェース言語の構築であり、そのシェーディング言語のフォーマットそのものがRenderManと呼ばれていた。その後、ピクサー・イメージ・コンピュータ (PIC) というピクサーが販売していた画像処理専用の高性能コンピュータ（スティーブ・ジョブズによると「顧客はある政府機関」）に搭載されていたレンダリングシステム「Reyes」を、RIB (RenderMan Interface Bytestream) フォーマットへの対応を中心に改良した物が「PhotoRealistic (PR) RenderMan」として商品化され、『アビス』『ターミネーター2』で使用された事で注目を浴びた。2005年にはMayaのプラグインとして機能するRenderMan for Mayaが発売され、GUIによる設定が可能になった。
現在も技術更新が継続されており、フォトリアリスティックな3DCGを制作する上で役立つことから、ピクサーのCGアニメーション作品は勿論の事、『ジュラシック・パーク』、『スター・ウォーズ』、『ロード・オブ・ザ・リング』などのハリウッドによるVFXでは不可欠なレンダリングツールのデファクトスタンダードとなって、随所で頻繁に使用されている。
この結果、映画産業への多大な技術的貢献が評価され、開発者のキャットマルらにはアカデミー賞が授与された。
ピクサーがディズニーに買収されたことによって、現在RenderManはディズニーの資産である。

## 対応アプリケーション
- 公式
  - Maya[2] (RenderMan for Maya、旧RenderMan Studio←MTOR[3])
  - KATANA (RenderMan for KATANA)[4]
  - Houdini (RenderMan for Houdini)[5][6]
  - Blender (RenderMan for Blender) - オープンソース[7]。元々はPixarとコミュニティが共同で開発していた[8]。
- サードパーティー（RenderMan 22以降対応）
  - Metasequoia[9]

### 過去の対応アプリケーション

#### RenderMan 21.x以前
RenderMan 22でライブレンダリングのためのインターフェースが旧来のRIB形式から新しいRILEYインターフェースへと変更され、商用顧客を優先するためとしてBlenderへの対応を後回しとした (24で復活)。

#### RenderMan 20以前
昔はREYESレンダリング/RSL (RenderMan Shading Language) シェーダーのRenderMan仕様がVFX業界におけるレンダリングのデファクトスタンダード（事実上の標準）となっていたが、その後、モダンパストレーシングレンダラー/OSLシェーダーにとって代わられたため、RenderMan 20以前のREYESモードのみにしか対応していないサードパーティー製ソフトウェアも多い。
- サードパーティー
  - NukeX/NukeStudio (PrmanRenderノード)[12]
- サードパーティー (廃止)
  - Gaffer[13] (GafferRenderMan、廃止[14])
  - Cinema 4D[15] (Cineman、廃止[16])
- サードパーティー (不明)
  - Silo
  - Ayam[17]
  - AC3D[17]
  - solidThinking[17]
  - K-3D[17]
  - Wings 3D[17]
  - Poser[17]

また、過去には、Power Animator用のATORプラグイン (Pixar)、Maya用のMayaManプラグイン (Animal Logic) やLiquidプラグイン（オープンソース）、Rhinoceros用のRhinoManプラグイン (Brian Perry)、Lightwave用のLightManプラグイン (Timm Dapper)、3ds Max用のMaxManプラグイン (Animal Logic) やPaxRendusプラグイン (Archonus)、Softimage用のSoftManプラグイン (Animal Logic)、Poser用のPoserManなども存在していた。

## 互換レンダラー

### RenderMan 20以前の互換レンダラー
古くよりRenderManの仕様がRenderManインタフェース仕様として公開されていたため、RenderManには多くの互換レンダーが存在した。
過去には、DGS Renderer（Digital Arts製）、SunART（サン・マイクロシステムズ製）、JrMan (GPL)、Pixie (LGPL)、Angel（Ian Stephenson作、無料）、Aqsis（BSDライセンス）、RenderDotC (Dot C Software製)、BMRT/Entropy (後のNVIDIA Gelato)、3Delight 12以前、AIR (SiTex Graphics製) などの互換レンダラーも存在した。なお、過去にPixarは、互換レンダラーの一つであるEntropyの開発元Exluna社を、RenderManの特許侵害等で訴え、販売差し止めにしている (Blue Moon Rendering Tools参照)。
その他、変換ツールを使用することでRenderManとの互換性を確保したレンダラーも存在する。NVIDIAのGelatoは別途提供されたRibelato及びrsl2gslを用いることでRenderManとの互換性を確保していた。また、Side Effects SoftwareのHoudiniに搭載されているMantraレンダラーは、独自のVEX言語がRSLに近いほか、rmands / slo2otl.pyを通すことでRenderManとのシェーダーバイナリの互換性を確保していた (なお、Houdiniはsdl2otl.pyを通すことで3Delightとのシェーダーバイナリ互換性も確保している)。
なお、互換レンダラーであっても、コマンド名やコンパイル済みシェーダーの拡張子は衝突しないように異なったものとなっている。

### RenderMan RISモードの互換レンダラー
2014年にリリースされたRenderMan 19ではOSLシェーディング言語対応のパストレーシングレンダリングであるRISモードが搭載されるようになり、2016年のRenderMan 21以降は旧来のRenderManの仕様であったREYESレンダリング及びRSLシェーディング言語が廃止されてRISモードに一本化された。これにより旧来の互換レンダラーとの互換性が失われた。
なおRenderMan互換レンダラーの一つであった3Delightは2013年の3Delight 11以降パストレーシングモードを備えており、2017年の12.5以降はOSL言語にも対応するなど一部の互換性があった。Blender向けの公式RenderManアドオンは古い3Delightアドオンを基にして作られた。

### Hydraレンダーデリゲート対応レンダラー
RenderManは2019年の22.5以降、USD (Universal Scene Description) のHydraレンダーデリゲート対応レンダラーの一つとなった。
Hydraレンダーデリゲート対応レンダラーについてはUniversal Scene Description#レンダーバックエンドを参照。

### RenderMan互換レンダラーの比較
| レンダラー                          | 公式対応ソフトウェア                                             | レンダリング コマンド          | 対応シーン形式                 | シェーダー コンパイラ          | 対応シェーダー                      | シェーダーバイナリの拡張子     | MIPMAP生成プログラム           | フレームバッファー/フリップブック |
| RenderMan 20以前互換レンダラー      | RenderMan 20以前互換レンダラー                                   | RenderMan 20以前互換レンダラー | RenderMan 20以前互換レンダラー | RenderMan 20以前互換レンダラー | RenderMan 20以前互換レンダラー      | RenderMan 20以前互換レンダラー | RenderMan 20以前互換レンダラー | RenderMan 20以前互換レンダラー    |
| ----------------------------------- | ---------------------------------------------------------------- | ------------------------------ | ------------------------------ | ------------------------------ | ----------------------------------- | ------------------------------ | ------------------------------ | --------------------------------- |
| RenderMan 20以前 （REYESモード）    | Maya                                                             | 'prman'                        | RIB                            | 'shader'                       | RSL (.sl)                           | .slo                           | 'txmake'                       | 'it'                              |
| 3Delight 12以前 （RSLモード）       | Maya、3ds Max、Katana、DAZ Studio（搭載）、Softimage（廃止）     | 'renderdl'                     | RIB                            | 'shaderdl'                     | RSL (.sl)                           | .sdl                           | 'tdlmake'                      | 'i-display'                       |
| AIR                                 | Maya、Rhinoceros 3D、Houdini、Massive                            | 'air'                          | RIB                            | 'shaded'                       | RSL (.sl)                           | .slb                           | 'mktex'                        | 'airshow'                         |
| Angel                               |                                                                  | 'angel'                        | RIB                            | 'giles'                        | RSL (.sl)                           | .slc                           |                                |                                   |
| Aqsis                               | Blender                                                          | 'aqsis'                        | RIB                            | 'aqsl'                         | RSL (.sl)                           | .slx                           | 'teqser'                       | 'piqsl'                           |
| BMRT                                |                                                                  | 'rendrib'                      | RIB                            | 'slc'                          | RSL (.sl)                           | .slc                           | 'mkmip'                        | 'iv'                              |
| Entropy                             |                                                                  | 'entropy'                      | RIB                            | 'sle'                          | RSL (.sl)                           | .sle                           | 'mkmip'                        | ?                                 |
| Pixie                               |                                                                  | 'rndr'                         | RIB                            | 'sdrc'                         | RSL (.sl)                           | .sdr                           | 'texmake'                      |                                   |
| RenderDotC                          |                                                                  | 'renderdc'                     | RIB                            | 'shaderdc'                     | RSL (.sl)                           | .so/.dll                       | 'texdc'                        | ?                                 |
| JrMan                               |                                                                  | 'jrman'                        | RIB                            |                                | RSL (.sl)                           |                                | 'mktxr'                        |                                   |
| Houdini Mantra (Micropolygonモード) | Houdini (搭載)                                                   | 'mantra'                       | bgeo、RIB等                    | 'vcc'                          | VEX (.vfl)、RSL (.sl)               | .otl                           | 'icp'                          | 'mplay'                           |
| NVIDIA Gelato                       | Maya、3ds Max                                                    | 'gelato'                       | Pyg、RIB (Ribelato経由)        | 'gslc'                         | GSL (.gsl)、 RSL (.sl、rsl2gsl経由) | .gso                           | 'maketx'                       | 'iv'                              |
| Guerilla Render                     | Maya                                                             | 'render'                       | RIB                            |                                | RSLサブセット                       |                                |                                |                                   |
| RIB及びOSL対応レンダラー            |                                                                  |                                |                                |                                |                                     |                                |                                |                                   |
| RenderMan （旧RISモード）           | #対応アプリケーション参照                                        | 'prman'                        | RIB                            | 'oslc'                         | OSL (.osl)                          | .oso                           | 'txmake'                       | 'it'                              |
| 3Delight 12以前 （OSLモード）       | RSLモードの項を参照                                              | 'renderdl'                     | RIB                            | 'oslc'                         | OSL (.osl)                          | .oso                           | 'tdlmake'                      | 'i-display'                       |
| USD及びOSL対応レンダラー            |                                                                  |                                |                                |                                |                                     |                                |                                |                                   |
| 3DelightNSI                         | Maya、Katana、Houdini                                            | 'renderdl'                     | NSI、USD (HydraNSI経由)        | 'oslc'                         | OSL (.osl)                          | .oso                           | 'tdlmake'                      | 'i-display'                       |
| Arnold 6.0.2.0以降                  | Maya（搭載）、3ds Max（搭載）など                                | 'kick'                         | ASS、USD                       | 'oslc'                         | OSL (.osl)                          | .oso                           | 'maketx'                       |                                   |
| RenderMan非互換レンダラー (参考)    |                                                                  |                                |                                |                                |                                     |                                |                                |                                   |
| NVIDIA Mental Ray                   | Maya（過去に搭載）、3ds Max（過去に搭載）、Softimage（搭載）など | 'ray'                          | MI                             | 'ray -mslc'（廃止）            | MetaSL (.msl/.xmsl)                 | .so/.dll                       | 'imf_copy'                     | 'imf_disp'                        |

1. 1 2  原則的にC++などの汎用プログラミング言語を除く
2. ↑  旧PhotoRealistic RenderMan (PRMan)
3. ↑  HoudiniやCinema 4D (Cineman) などで使うこともできた
4. ↑  HoudiniやCinema 4D (Cineman)やBlender (3Delight/Blenderアドオン)などで使うこともできる
5. ↑  AIR Stream Maya-to-AIR plug-in
6. ↑  RhinoAirプラグイン
7. ↑  RIBMosaicアドオン
8. ↑  Mangoプラグイン
9. ↑  Amarettoプラグイン（Frantic Films製）
10. ↑  Pythonベース
11. ↑  3Delight 13以降

### RSLシェーダー構築ツール
RenderManのMaya版にはRSLシェーダー構築ツールのSLIMが付属していた。互換レンダラーでは、AIRレンダラーがVshadeを付属していた。その他、単体のRSL構築ツールとしては、ShaderManやShrimpが存在した。